# Lobelia davidii
Lobelia davidii är en klockväxtart som beskrevs av Adrien René Franchet. Lobelia davidii ingår i släktet lobelior, och familjen klockväxter. Inga underarter finns listade i Catalogue of Life.